# Ismaël Condé
Pour les articles homonymes, voir Condé.
Ismaël Condé est un chef d'entreprise et homme politique guinéen.
Il est conseiller depuis le 22 janvier 2022 au sein du Conseil national de la transition dirigé par  Dansa Kourouma.

## Biographie
Il est depuis 1997 directeur général de la Compagnie d'ingénierie et de travaux.
Le 22 janvier 2022, Ismaël Condé est nommé par décret membre du Conseil national de la transition en tant que représentant du patronat guinéen,,.